# Commelina lanceolata
Commelina lanceolata är en himmelsblomsväxtart som beskrevs av Robert Brown. Commelina lanceolata ingår i släktet himmelsblommor, och familjen himmelsblomsväxter. Inga underarter finns listade.